# Tierärztliche Praxis Großtiere
Die Tierärztliche Praxis Großtiere – kurz: Tierärztliche Praxis (G) – ist eine tiermedizinische Fachzeitschrift für Groß- und Nutztiere. Sie ist – mit ihrer Schwesterzeitschrift Tierärztliche Praxis Kleintiere – offizielles Organ folgender Fachgruppen der Deutschen Veterinärmedizinischen Gesellschaft:
- Innere Medizin und klinische Labordiagnostik
- Krankheiten der kleinen Wiederkäuer
- Geflügel
- Pathologie
- Schweinekrankheiten

Ferner ist sie offizielles Organ der deutschsprachigen Gruppe der European Association of Avian Veterinarians.
In der Zeitschrift erscheinen Artikel in deutscher und englischer Sprache. In jedem Heft befindet sich ein ATF-anerkannter Fortbildungsartikel. Die Druckauflage beträgt 1880, die verbreitete Auflage 1258 Exemplare. Der Impact-Faktor beträgt 0,368. Schriftleiter ist Axel Wehrend.